# 管理清漪園事務大臣
管理清漪園事務大臣，又稱總理清漪園園務大臣、管理三山事務大臣，為清朝總領管理清漪園（頤和園）兼領靜明園、靜宜園事務之職官，員額不限，由皇帝於王公大臣中特簡充任。

## 建置
清朝皇室於北京郊區甕山、玉泉山、香山三處建有行宮：
- 甕山：乾隆十五年（1750年）改名萬壽山、建行宮，次年命名「清漪園」；
- 玉泉山：康熙十九年（1680年）建行宮、命名澄心園，三十一年（1692年）改名「靜明園」；
- 香山：康熙十六年（1677年）建行宮，乾隆十二年改名「靜宜園」；

三處行宮各設員外郎、苑丞、總領等官員管理，合稱為「三山」。乾隆十六年（1751年），設置大臣不定員，總理三山各園門禁、修繕事務，即管理清漪園事務大臣、管理三山事務大臣。因兼領靜明園、靜宜園事務，又全稱管理清漪園、靜明園、靜宜園事務大臣。
光緒十四年（1888年）清漪園改名頤和園，改稱管理頤和園事務大臣，權責不變。